# La sonrisa del vampiro (manga)
La sonrisa del vampiro (笑う吸血鬼 Warau kyūketsuki?) es un manga de terror guionizado y dibujado por el autor japonés Suehiro Maruo y publicado en Japón en el año 1999.
El cómic se caracteriza por su influencia del Grand-Guignol francés, reflejado en el hieratismo de sus personajes, semejantes a muñecos y la cruda violencia extendida en el ámbito de la sociedad. Es un manga muy visual, con diálogos esporádicos donde las imágenes llevan el peso de la trama.
Según el propio autor: Mis obras no tienen ningún mensaje complicado. No se ha de sacar ninguna conclusión filosóficamente profunda ni nada de eso. Lo que sí me gustaría es que los lectores viesen en mis obras lo que realmente son: la visión artística de un mal sueño.
En España ha sido publicado en el año 2002 en dos volúmenes por la editorial Glénat: La sonrisa del vampiro y La sonrisa del vampiro 2: Paraíso. En 2017 la editorial Panini lo volvió a publicarlo los dos volúmenes en un solo tomo.

## Sinopsis
Kōnosuke Mōri es un joven estudiante japonés que un día se encuentra con una extraña anciana jorobada que le habla sobre los vampiros y cómo ella se convirtió en uno. Mōri se muestra escéptico, pero de repente la anciana salta sobre él de forma inesperada y se bebe su sangre, convirtiéndolo en un vampiro dándole a beber la suya. 
Paralelamente a la iniciación de Mōri se producen una serie de sórdidos episodios en su entorno: escatología, extrema violencia, perversión sexual, sociopatía, marginación.
Sotoo Henmi, un chico introvertido del vecindario, escribe un diario llamado La sonrisa del vampiro en el que escribe sus "buenas acciones", entre ellas provocar incendios y disfrutar con el sufrimiento de sus víctimas.
Runa Miyawaki es una chica que es violada por un payaso ambulante y tras sufrir varios abusos atrae la atención de Kōnosuke Mōri, quien decide convertirla en su compañera vampírica.
Luego junto con Mōri ellos acaban con el Payaso quien violó a Runa Miyawaki.